# Списак министара иностраних послова Црне Горе

## Министри иностраних дјела Црне Горе Петровића Његоша

### Књажевина Црна Гора
| Слика | Почетак мандата | Крај мандата | Име и презиме (Датум рођења и смрти) | Белешка                       | Странка         |
| ----- | --------------- | ------------ | ------------------------------------ | ----------------------------- | --------------- |
|       | 8.3.1879        | 1.10.1889    | Станко Радоњић                       |                               |                 |
|       | 1.10.1889       | 1905         | Гавро Вуковић (1852–1928)            |                               |                 |
|       | 6.12.1905       | 11.11.1906   | Лазар Мијушковић (1867–1936)         | Прва влада Лазара Мијушковића |                 |
|       |                 |              | Марко Радуловић (1866–1935)          | Влада Марка Радуловића        | Народна странка |
|       | 19.1.1907.      | 4.4.1907     | Андрија Радовић (1872–1947)          | Прва влада Андрије Радовића   | Народна странка |
|       | 1907            |              | Лазар Томановић (1845–1932)          |                               |                 |

### Краљевина Црна Гора
| Слика | Почетак мандата | Крај мандата | Име и презиме (Датум рођења и смрти) | Белешка                                                       | Странка |
| ----- | --------------- | ------------ | ------------------------------------ | ------------------------------------------------------------- | ------- |
|       |                 | 1911         | Лазар Томановић (1845–1932)          |                                                               |         |
|       | 10.8.1911       | 6.6.1912     | Душан Греговић                       |                                                               |         |
|       | 6.6.1912        | 25.4.1913    | Митар Мартиновић (1870–1954)         | Влада Митара Мартиновића заступник министара иностраних дјела |         |
|       | 25.4.1913       | 27.8.1915    | Петар Пламенац                       |                                                               |         |
|       | 27.8.1915       | 1915         | Јанко Вукотић (1866–1927)            |                                                               |         |
|       |                 |              | Лазар Мијушковић (1867–1936)         |                                                               |         |
|       |                 |              | Андрија Радовић (1872–1947)          |                                                               |         |
|       |                 |              | Милутин Томановић                    |                                                               |         |
|       |                 |              | Евгеније Поповић                     |                                                               |         |
|       |                 |              | Јован С. Пламенац                    |                                                               |         |

## Министри иностраних пословаРепублике Црне Горе1991–2006.
| Слика | Почетак мандата   | Крај мандата     | Име и презиме (Датум рођења и смрти) | Белешка                                                             | Странка |
| ----- | ----------------- | ---------------- | ------------------------------------ | ------------------------------------------------------------------- | ------- |
|       | 15. фебруар 1991. | 1. август 1992.  | Никола Самарџић (1935–2005)          | Министар иностраних послова Црне Горе ван ингеренција СРЈ (1992)    |         |
|       | 1. август 1992.   | 17. мај 1995.    | Миодраг Лекић (1947)                 | Министар иностраних послова Црне Горе ван ингеренција СРЈ (1992–93) |         |
|       | 17. мај 1995.     | 17. јануар 1997. | Јанко Јекнић (1949–1997)             |                                                                     |         |
|       | 1997.             | 27. јануар 2000. | Бранко Перовић (1950)                |                                                                     |         |
|       | 27. јануар 2000.  | мај 2002.        | Бранко Луковац (1944)                |                                                                     |         |
|       | мај 2002.         | 8. јануар 2003.  | Драган Ђуровић (1959) (в.д.)         | вршилац дужности Министра иностраних послова                        |         |
|       | 8. јануар 2003.   | 29. јул 2004.    | Драгиша Бурзан (1950)                |                                                                     |         |
|       | 29. јул 2004.     | 5. јун 2006.     | Миодраг Влаховић (1961)              | наставио мандат у независној Црној Гори                             |         |

## Министри иностраних (до 2010)/вањских (од 2010) пословаРепублике Црне Гореод 2006.
| Слика | Почетак мандата    | Крај мандата       | Име и презиме (Датум рођења и смрти) | Белешка | Странка                                   |
| ----- | ------------------ | ------------------ | ------------------------------------ | --- | ----------------------------------------- |
|       | 5. јун 2006.       | 10. новембар 2006. | Миодраг Влаховић (1961)              | Министар иностраних послова |                                           |
|       | 10. новембар 2006. | 10. јул 2012.      | Милан Роћен (1950)                   | Министар иностраних послова (2006–2010) Министар вањских послова (2010) Министар вањских послова и европских интеграција (2010–2012) |                                           |
|       | 10. јул 2012.      | 4. децембар 2012.  | Небојша Калуђеровић (1955)           | вршилац дужности до 18. јула Министар вањских послова и европских интеграција                                                        |                                           |
|       | 4. децембар 2012.  | 27. април 2016.    | Игор Лукшић (1976)                   | Министар вањских послова и европских интеграција                                                                                     | Демократска партија социјалиста Црне Горе |
|       | 27. април 2016.    | 28. новембар 2016. | Мило Ђукановић (1962) (в.д.)         | вршилац дужности Министра вањских послова и европских интеграција                                                                    | Демократска партија социјалиста Црне Горе |
|       | 28. новембар 2016. |                    | Срђан Дармановић (1961)              | Влада Душка Марковића Министар вањских послова (створено засебно министарство европских послова)                                     | Демократска партија социјалиста Црне Горе |
|       | 4. децембар 2020.  | 28. април 2022.    | Ђорђе Радуловић                      | Влада Здравка Кривокапића |                                           |
|       | 28. април 2022.    | 22. октобар 2022.  | Ранко Кривокапић                     | Влада Дритана Абазовића | Социјалдемократска партија                |
|       | 31. октобар 2023.  | 23. јул 2024.      | Филип Ивановић                       | Влада Милојка Спајића | Покрет Европа сад!                        |
|       | 23. јул 2024.      |                    | Ервин Ибрахимовић                    | Влада Милојка Спајића | Бошњачка странка                          |